# Hammaptera hypochrysa
Hammaptera hypochrysa är en fjärilsart som beskrevs av Louis Beethoven Prout 1916. Hammaptera hypochrysa ingår i släktet Hammaptera och familjen mätare. Inga underarter finns listade i Catalogue of Life.